# Партия национального возрождения (Коста-Рика)
Партия национального возрождения (исп. Partido Restauración Nacional; PRN, PREN) — правая христианская политическая партия в Коста-Рике, основанная в 2005 году Карлосом Авенданьо Кальво.

## История
Партия национального возрождения была основана в 2005 году евангельским пастором и теологом Карлосом Авенданьо Кальво после его выхода из христианской Партии Коста-Риканского обновления из-за разногласий с лидером партии Хусто Ороско. На выборах 2006 года Херардо Фабрисио Альварадо Муньос, представлявший партию, был избран на единственное место в Законодательном собрании, которое получила партия.
На всеобщих выборах 2018 года партия получила 14 мест в парламенте, а её кандидат в президенты Фабрисио Альварадо прошёл во второй тур. По данным BBC, его избирательная кампания приобрела популярность из-за его противодействия однополым бракам. Партия также занимает антииммиграционные позиции и призывает к закрытию границ и ужесточению контроля над мигрантами.

## Участие в выборах

### Президентские выборы
| Выборы | Кандидат                | 1-й тур | 1-й тур | 1-й тур | 1-й тур   | 2-й тур | 2-й тур | 2-й тур | 2-й тур   |
| Выборы | Кандидат                | Голосов | %       | Место   | Результат | Голосов | %       | Место   | Результат |
| ------ | ----------------------- | ------- | ------- | ------- | --------- | ------- | ------- | ------- | --------- |
| 2014   | Карлос Авенданьо Кальво | 27 691  | 1,35 %  | 7/13    | —         | —       | —       | —       | Поражение |
| 2018   | Фабрисио Альварадо      | 505 214 | 24,91 % | ▲ 1/13  | —         | 822,997 | 39.21 % | ▼ 2/2   | Поражение |

### Парламентские выборы
| Выборы | Лидер                   | Голосов | %      | Мест     | +/-   | Место | Положение |
| ------ | ----------------------- | ------- | ------ | -------- | ----- | ----- | --------- |
| 2006   | —                       | 32 909  | 2,0%   | 1 из 57  | новая | 8/27  | Оппозиция |
| 2010   | —                       | 29 530  | 1,6%   | 1 из 57  | ▬ 0   | 8/18  | Оппозиция |
| 2014   | Карлос Авенданьо Кальво | 84 265  | 4,11%  | 1 из 57  | ▬ 0   | 6/21  | Оппозиция |
| 2018   | Фабрисио Альварадо      | 356 082 | 18,11% | 14 из 57 | ▲ 13  | 2/18  | Оппозиция |